# Vinícius y Tom
Vinícius y Tom fueron las mascotas oficiales de los Juegos Olímpicos y Paralímpicos de Río de Janeiro 2016, que representan la fauna y flora de Brasil respectivamente.

## Historia
El comité organizador de los Juegos Olímpicos de Río de Janeiro convocó un concurso público para las mascotas oficiales. El estudio de animación Birdo Studio, con sede en São Paulo, resultó vencedor y se encargó del diseño sobre animación tradicional, a diferencia de las anteriores ediciones en las que se empleó animación por ordenador.
La presentación oficial de las mascotas tuvo lugar el 23 de noviembre de 2014 y sus nombres serían elegidos por votación popular. El 14 de diciembre, «Vinícius y Tom» se impusieron a «Oba y Eba» y «Tiba Tuque y Esquindim» con el 44 % de los votos. De acuerdo con su historia, Vinicius y Tom son personajes que «han nacido de la alegría y energía del pueblo brasileño» tras la elección de Río como sede de los Juegos Olímpicos. El director de Birdo, Beth Lula, añadió que ambas mascotas pretenden reflejar la diversidad social de Brasil, la naturaleza y su amplia cultura musical.
Sobre ambos personajes, Birdo Studio ha desarrollado una miniserie de animación, Vinicius & Tom: Divertidos por naturaleza, en colaboración con Cartoon Network.

## Personajes

### Vinícius
Llamado así en honor al músico Vinícius de Moraes, es la mascota olímpica. Se trata de un animal atlético que representa la fauna brasileña, combinando «la agilidad de los gatos, el balanceo de los monos y la gracilidad de las aves», y cuyos brazos y piernas pueden estirarse sin límites.

### Tom
Su nombre es una referencia a Tom Jobim, es la mascota paralímpica y representa la flora nacional. Sus poderes conectados a los de la naturaleza le permiten superar cualquier obstáculo. Además puede sacar cualquier objeto de su pelo, semejante a una selva tropical.

## Recepción

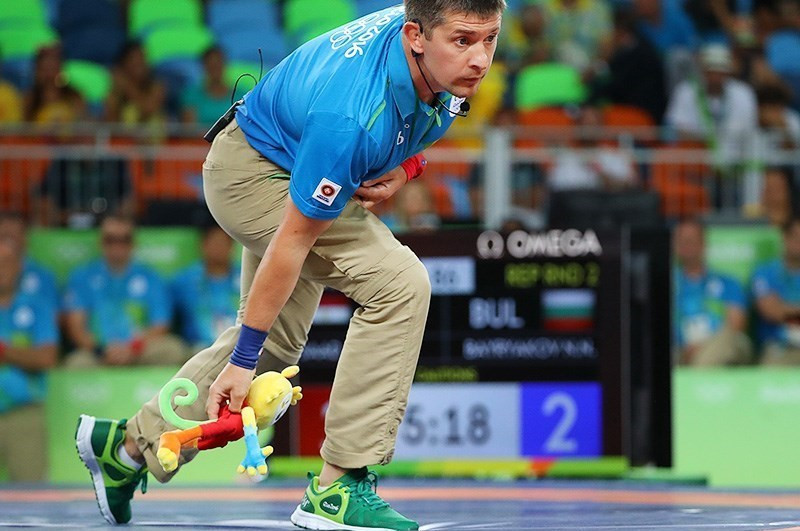
Un árbitro atiende la reclamación del entrenador, pedida con un peluche de Vinícius, en un combate de lucha grecorromana.

Vinícius y Tom tuvieron una buena acogida entre el público brasileño y entre los espectadores que acudieron a las pruebas, aunque después del evento no han vuelto a ser utilizados. El Comité Organizador estimaba que las mascotas podían suponer el 25% de las ventas de merchandising, pero las previsiones después de la cita se habían superado en un 11%. Durante las pruebas de lucha, los entrenadores podían hacer las reclamaciones de repetición instantánea (challenge) lanzando peluches de Vinícius con un color por cada púgil, facilitados por la organización.
A nivel artístico, fueron definidas como un diseño «colorido y divertido» que rompía con la tendencia más arriesgada de Londres 2012 (Wenlock y Mandeville).